# Zen i sztuka oporządzania motocykla
Zen i sztuka obsługi motocykla (oryg. tytuł ang.: Zen and the Art of Motorcycle Maintenance) – książka filozoficzna Roberta Pirsiga. 

Historia ta oparta jest na rzeczywistych wydarzeniach i chociaż ze względów retorycznych wiele uległo zmianom, powinna
być traktowana jak prawdziwa. Niemniej nie powinna ona być w żaden sposób wiązana z bogatą faktografią ortodoksyjnego
buddyjskiego wierzenia Zen. Nie jest ona także książką o motocyklu.

Podróż motocyklem Honda CB77 przez Amerykę (od Minnesoty do Kalifornii) jest pretekstem do skonfrontowania ze sobą dwóch postaw życiowych: romantycznej i racjonalnej. Autor przekonuje, że możliwe jest ich połączenie; prowadzi ono do polepszenia jakości życia. Skupia się na poszukiwaniu definicji jakości.
Autor miał problem z wydaniem tej książki. Odmówiło mu 126 razy zanim znalazło się wydawnictwo, które zdecydowało się wydać książkę. W USA okazała się wielkim sukcesem od razu po premierze. Odpowiadała ona na problemy młodych ludzi z początku lat 70, a więc osób końca pokolenia hippisów.
Kontynuacja książki to Lila: Rozprawa o moralności.